# Römisches Bürgerrecht
Das römische Bürgerrecht (lateinisch civitas Romana) war in der Antike zunächst das Bürgerrecht der männlichen Einwohner der Stadt Rom. Als diese ihren Herrschaftsbereich immer weiter ausdehnte, wurde das Bürgerrecht im Römischen Reich auch an weitere Personen(-Gruppen) verliehen.
Das Bürgerrecht war Voraussetzung für das aktive und passive Wahlrecht der freien Männer in den Volksversammlungen. Das Wahlrecht hatte jeder männliche Römer ab dem 16. Lebensjahr. Davon ausgeschlossen waren Frauen, Sklaven und Ausländer, wobei letztere als peregrini behandelt wurden.
Auch konnte nur der Bürger am privaten und politischen Rechtsleben teilnehmen, was bedeutete, dass allein der civis romanus Eigentum erwerben, Verträge abschließen, Testamente abfassen und ehelichen konnte. Zumindest während der Zeit der Republik war das Bürgerrecht dem Grundsatz nach mit der Verpflichtung zum Kriegsdienst verbunden, erlaubte das Tragen der Toga und beinhaltete eine Reihe weiterer Privilegien.

## Geschichte
Wohl in der Mitte des 5. vorchristlichen Jahrhunderts (angeblich 451) wurde das für römische Bürger geltende Recht auf zwölf Tafeln aufgezeichnet; dabei folgte man dem Vorbild der Griechen. Das Wahlrecht hatte in der Zeit der Republik jeder männliche Römer ab dem 16. Lebensjahr, nicht nur der alte Erbadel, die Patrizier (lat. patres „Väter, Vorfahren“).
In der Zeit nach 340 v. Chr. gelang es den Römern, die meisten Städte in der Region Latium in den Latinerkriegen unter römische Kontrolle zu bringen. Im Zuge der Errichtung von coloniae während dieser Eroberung Italiens wurde neben dem römischen Bürgerrecht früh ein neues Bürgerrecht geschaffen, das so genannte latinische Bürgerrecht. An der Frage des gleichberechtigten Bürgerrechts für Bundesgenossen entzündete sich gegen Ende der Republik der Bundesgenossenkrieg (91–88 v. Chr.), der durch die Lex Plautia Papiria beendet wurde, die allen freien Bewohnern Italiens südlich des Po das römische Bürgerrecht verlieh. Im gleichen Jahr wurde mit der Lex Pompeia de Transpadanis („über die Transpadaner“) des Konsuls Gnaeus Pompeius Strabo den Bewohnern nördlich des Po das latinische Bürgerrecht verliehen. Gaius Iulius Caesar weitete das römische Bürgerrechtsgebiet dann vier Jahrzehnte später bis an den Alpenrand aus.
Persönlich freie Bewohner der römischen Provinzen (provinziale) blieben dagegen auch nach dem Bundesgenossenkrieg und am Anfang der römischen Kaiserzeit – juristisch gesehen – „Fremde“ (peregrini) oder „Bundesgenossen“ (socii); sie besaßen nur das Bürgerrecht ihrer jeweiligen Heimatgemeinde, nicht das der Stadt Rom. Damit hatten sie einen deutlich schlechteren Rechtsstatus inne als ein römischer Bürger. Sie unterlagen einer weitaus härteren Rechtsprechung, mussten (mehr) Steuern zahlen, durften nicht in den Legionärsdienst eintreten, hatten kein Wahlrecht in Rom (wenngleich dies in der Kaiserzeit ohnehin bald jede praktische Bedeutung verlor) und konnten nicht in den Ritter- oder Senatorenstand aufsteigen. Bemerkenswerterweise scheint man erst im 2. Jahrhundert „Standesämter“ in den Provinzhauptstädten eingerichtet zu haben, die offizielle Listen mit den Inhabern des römischen Bürgerrechts führten. Glücklich konnten sich jene Orte schätzen, die, wie zum Beispiel das spätere Köln, in den Rang einer colonia erhoben wurden, womit allen freien Bürgern zugleich auch das Bürgerrecht der Stadt Rom zuteilwurde.
Im Lauf der römischen Kaiserzeit erhielten immer mehr Personen und Personengruppen das römische Bürgerrecht (s. o.), bis es durch die Constitutio Antoniniana des Jahres 212 fast allen freien Reichsbewohnern verliehen wurde und in der Folgezeit als soziales und rechtliches Distinktionsmerkmal innerhalb der Bevölkerung des Imperium Romanum weitgehend seine Bedeutung verlor. Zur Abgrenzung gegenüber Reichsfremden behielt es hingegen auch in der Spätantike noch eine gewisse Relevanz; so gab es auch nach der sogenannten Reichsteilung von 395 weiterhin nur eine einzige civitas Romana für beide Reichshälften.

## Rechte und Pflichten
Rechte und Pflichten eines Bürgers variierten mit der Zeit, fielen allerdings auch durch Herkunft und Laufbahn innerhalb des Staates unterschiedlich aus. Es lassen sich folgende Rechte und Pflichten zusammenfassen: Bestandteil des Bürgerrechts war das ius suffragiorum, das Recht, in den Volksversammlungen zu wählen (aktives Wahlrecht). Mit ihm korrespondierte das ius honorum, das die Wählbarkeit zu den Staatsämtern (passives Wahlrecht) gewährleistete. Für den Rechtsverkehr bedeutete das ius commercii, dass obligatorische sowie dingliche Rechtsgeschäfte (Schuld- und Sachenrecht) getätigt werden konnten und dass vererbt und geerbt werden konnte. Rechtsgeschäfte mit Ausländern deckte das ius gentium. Von hoher Bedeutung war im römischen Rechtszusammenhang die patria potestas („väterliche Gewalt)“. Um sie zu erlangen und Familienoberhaupt zu werden, bedurfte man des ius conubii. Aufgrund dieses Rechtes durften römische Bürger heiraten. Außerdem erhielten alle aus der Ehe hervorgegangenen Kinder das garantierte römische Bürgerrecht. Das römische Recht gewährte räumlichen Freizug im Imperium. Das ius migrationis verbriefte, dass die Stufe des bereits erlangten Bürgerrechts auch bei Umzug Bestand behielt. Dies erklärt sich daraus, dass verschiedene Städte des Imperiums unterschiedliche Bürgerrechte hatten. Ein römischer Bürger behielt das römische Bürgerrecht auch bei Umzug in eine Stadt mit weniger Bürgerrechten.
Neben die genannten Rechte traten Privilegien und Annehmlichkeiten. So mussten römische Bürger keine lokalen Steuern entrichten und erhielten gegenüber diversen lokalen Gesetzen Immunität zugestanden. Nur sie waren prozessfähig und parteifähig, konnten mithin vor den Magistraten klagen und verklagt werden. Bei Gericht durften sie sich im Rahmen eines ordentlichen Gerichtsverfahrens selbst verteidigen. Bestimmten Bestrafungsarten waren römische Bürger überdies nicht ausgesetzt. Weder durfte Folter gegen sie angewandt werden noch mussten sie die Verhängung der Todesstrafe befürchten. Eine Ausnahme bestand, wenn es Hochverrat (perduellio) zu verhandeln galt. Selbst in diesem Fall durften sie vor dem Kaiser Interventionsrechte geltend machen. Da es zumeist als Ehrensache angesehen wurde, in der Legion zu dienen, konnte der römische Bürger auf die Kriegsdienstpflicht verweisen.

## Verleihung
Bürgerrechte wurden im Reich normalerweise durch Geburt (nämlich als Abkömmling einer römischen Mutter, wie der Jurist Gaius ausführt) oder durch Verleihung vergeben.
Bei der Eroberung neuer Gebiete gab es während der römischen Republik verschiedene Möglichkeiten, mit besiegten Gemeinden umzugehen: So durften die feindlichen Gebiete einverleibt werden, wobei die Bevölkerung entweder vertrieben oder versklavt wurde. Es wurde darauf hingewirkt, dass ein Vertragsschluss zwischen Siegern und Besiegten zustande kam, wobei Rom faktisch selbst dann, wenn der Vertragspartner theoretisch gleichrangig war, sich Dominanz vorbehielt. Formal blieb die besiegte Gemeinde allerdings unabhängig. Geschlagene Gemeinden erhielten eingeschränkte Bürgerrechte ohne Wahlrecht (civitates sine suffragio). Dieses war gleichwohl mit Kriegsdienstpflicht ausgestattet, die gegenleistungsweise mit einer Beteiligung an der Kriegsbeute beglichen wurde. Besser erging es regelmäßig der Oberschicht dieser Gemeinden, denn sie erhielt nicht nur das volle römische Bürgerrecht, sondern wurde in das römische Staatswesen aufgenommen und galt als vollwertiges Bestandteil der römischen Gesellschaft, was sich darin ausdrückte, dass sie aktives und passives Wahlrecht eingeräumt erhielt und Kriegsdienst leistete.

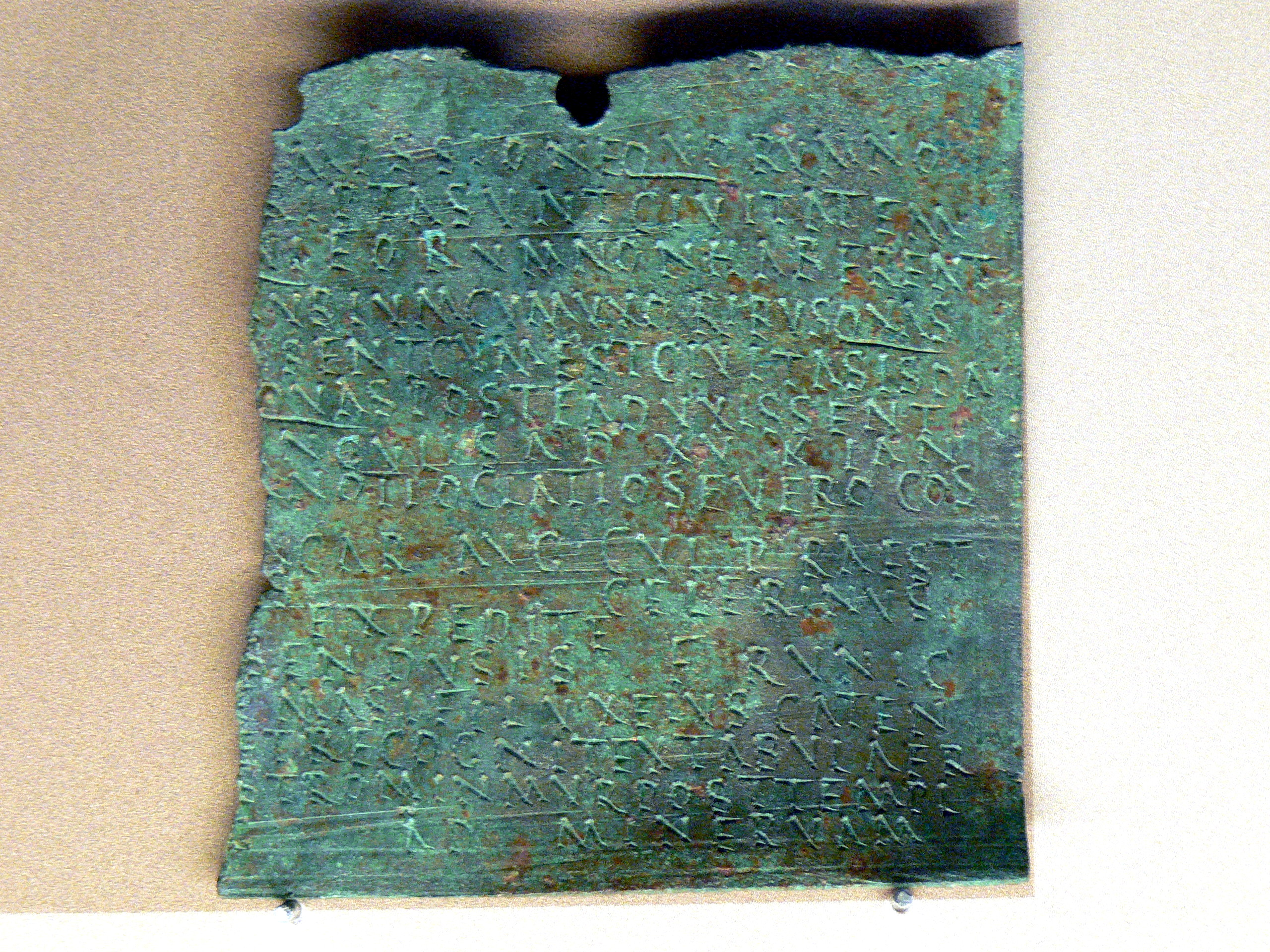
Fragment eines Militärdiploms um 160 n. Chr. und der Gewährung des römischen Bürgerrechts als ehemaliger Soldat der Kohorte V Bracaraugustanorum. Aus dem Museum Quintana (Künzing)

Jene Gemeinwesen im Machtbereich Roms, die nicht das volle römische Bürgerrecht besaßen, bemühten sich in der Regel früh darum, es zu erhalten; im Falle des Bundesgenossenkrieges strebten sie dieses Ziel sogar mit Gewalt an. Im Verlauf der Zeit stieg auch außerhalb Italiens die Zahl der Orte mit römischem Bürgerrecht.
Individuen konnten das Bürgerrecht ebenfalls erwerben; insbesondere durch Fürsprache eines einflussreichen Römers, die oft durch hohe Summen erkauft wurde, oder durch den Dienst in den römischen Hilfstruppen (siehe Militärdiplom). Im Verlauf der späten Republik, insbesondere aber in der Kaiserzeit sorgte dann vor allem eine Besonderheit des römischen Zivilrechts dafür, dass sich der Kreis der Bürger rasch ausweitete: Jeder Sklave, der einem römischen Bürger gehörte und von diesem freigelassen wurde, erhielt durch diesen Akt automatisch ein eingeschränktes Bürgerrecht; bereits seine freigeborenen Kinder besaßen dann das uneingeschränkte Bürgerrecht. Da die Zahl der Sklaven im Imperium Romanum in die Millionen ging, es aber gleichzeitig üblich war, Privatsklaven beim Tod ihres Herren oder zu ihrem 30. Geburtstag die Freiheit zu schenken, führte dies vor allem während der ersten beiden Jahrhunderte nach Christus zu einer erheblichen Ausweitung der römischen Bürgerschaft.

### Zuordnung zum Patronym
Um den römischen Bürger zu kennzeichnen, verwendete man den römischen Namen. Er bestand aus einem Vor- und einem Familiennamen, teilweise ergänzt durch ein oder zwei Beinamen (Cognomen und Agnomen). In offiziellen Inschriften und Dokumenten fügte man noch die Tribus sowie den Vaternamen, zum Beispiel Marci filius (= Sohn des Marcus), hinzu. Dies unterschied ihn von einem Freigelassenen, welcher den Vornamen seines ehemaligen Herrn mit dem Zusatz libertus trug, und den anderen Reichsbewohnern, die ihr eigenes Namenssystem hatten und bei Erhalt des römischen Bürgerrechts einen Namen nach dem Muster der Freigelassenen annahmen, mit dem Namen des amtierenden Herrschers anstelle eines ehemaligen Herrn.
Der römische Vatername wurde dem Familiennamen nach- und dem Beinamen vorangestellt (zum Beispiel Marcus Tullius Marci libertus Tiro).
Das römische Vaternamenssystem, welches ohnehin nur nebenbei benutzt wurde, verschwand im Jahr 212 n. Chr., als Kaiser Caracalla mit der Constitutio Antoniniana das römische Bürgerrecht an fast alle Reichsbewohner verlieh. Seine Funktion, römische Bürger von den Freigelassenen und anderen Reichsbewohnern zu unterscheiden, war nun überflüssig geworden.

### Beurkundung im Römischen Reich, Beurkundung des Bürgerrechts
Im Imperium Romanum genossen neben den Urkunden der staatlichen Autoritäten auch Urkunden öffentlicher Schreiber (Tabellionen) und Urkunden, die in den Rollen der Gemeinden verzeichnet waren (gesta municipalia), öffentliche Glaubwürdigkeit.
Eine typische Form der Gestaltung von privaten Urkunden in der römischen Antike waren doppelt geschriebene Urkundentexte: Eine Version des Textes schrieb man innen auf Wachstafeln oder Papyrus hinter Siegeln verschlossen, eine andere – meist knappere – außen auf den Schriftträger. Solange die Siegel nicht zerstört waren, konnte die Richtigkeit des äußeren Textes jederzeit anhand des inneren Texts überprüft werden.
Das römische Bürgerrecht konnte etwa mit einem diploma civitatis Romanae nachgewiesen werden. Auch ein Militärdiplom konnte diese Funktion erfüllen. Registrierungen im Census-Verzeichnis, öffentlichen Bürgerurkunden, Zeugenaussagen und Inschriften waren weitere Möglichkeiten der Bestätigung des Status. Im Census wurde der römische Bürger erfasst und seine Rechte und Pflichten konnten regelmäßig überprüft wurden. Dabei wurde in der antiken römischen Gesellschaft die Schriftlichkeit und die Unterschrift unter den Urkundentext allgemein als hoch eingeschätzt.
Seit der Zeit des Kaisers Augustus werden Geburtsregister geführt, hier muss jedes eheliche Kind vermerkt werden. Seit Mark Aurel gilt dies auch für Kinder aus nicht-ehelichen Beziehungen; gefordert wurde eine Frist von 30 Tagen zu deren Erfassung. Die Erfassung erfolgte vor einem Magistrat in einem Tabularium. Aus diesem Register (professio liberorum) wiederum werden nun die testationes als Ausweise erstellt. Sie enthalten den Namen des Kindes, Geschlecht und dessen Eltern, die Tribus, das Geburtsdatum und -ort und eine Aussage zum Status als römischer Bürger.

## Bevölkerungsstruktur und -zahl
In dem Zeitintervall zwischen dem 1. Jahrhundert v. Chr. und dem 3. Jahrhundert n. Chr. lebten in den Grenzen des Imperium Romanum zwischen 50 und 70 Millionen Menschen. In einem Zensus aus dem Jahre 70 n. Chr. wurden aber nur 910.000 Menschen mit dem römischen Bürgerrecht erfasst. Ein großer Teil der Nichterfassten waren Sklaven, meist bei Eroberungsfeldzügen als Kriegsbeute ins Römische Reich gebracht, um sie dann auf Sklavenmärkten zu verkaufen.